# Веселовське (Новосибірська область)
Веселовське (рос. Веселовское) — село у Краснозерському районі Новосибірської області Російської Федерації.
Входить до складу муніципального утворення Веселовська сільрада. Населення становить 1650 осіб (2010).

## Історія
Згідно із законом від 2 червня 2004 року органом місцевого самоврядування є Веселовська сільрада.

## Населення
| 1959 | 2002  | 2007  | 2010  |
| ---- | ----- | ----- | ----- |
| 3663 | ↘1995 | ↗2071 | ↘1650 |